# Denmead

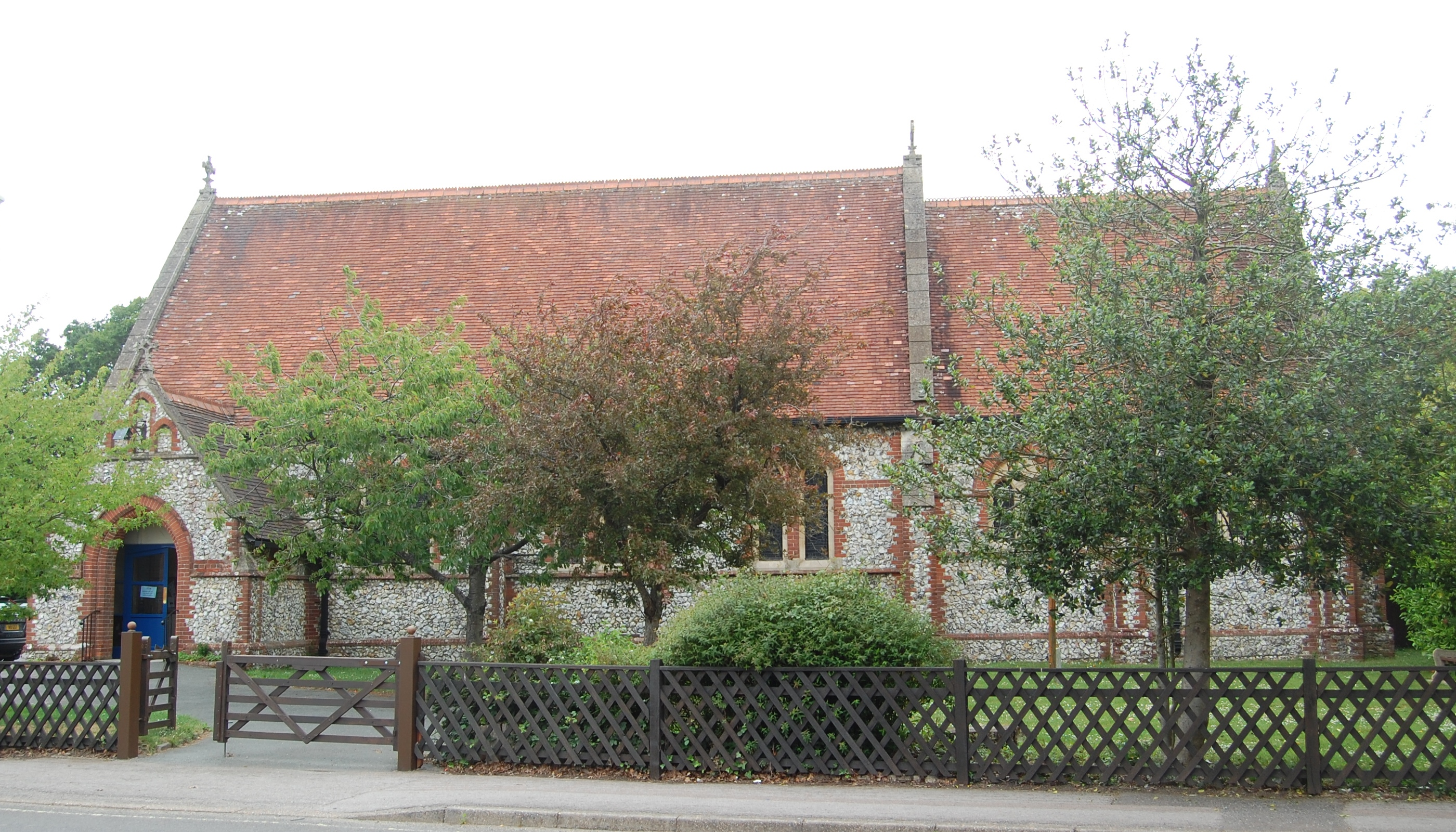
Iglesia de Todos los Santos, Hambledon Road, Denmead, distrito de la ciudad de Winchester, Hampshire, Inglaterra. La iglesia parroquial anglicana de Denmead.

Denmead es una localidad del condado de Hampshire, en Inglaterra, Reino Unido. Es parte de la ciudad de distrito de Winchester.
Ocupaciones Denmead tienen direcciones postales Waterlooville (Waterlooville a su vez es parte de Havant) y es considerado como un pueblo unido a Waterlooville por Hampshire County Council. Waterlooville está aproximadamente 3 km de distancia de Denmead.
El pueblo se hizo muy conocido en el s. XIX por sus peleas de gallos.
El pueblo está junto a una parte del Bosque de Bere y rurales. La "brecha" entre Waterlooville está siendo gradualmente reducido, pero Denmead es actualmente un pueblo rural, a pesar de que ha tenido la construcción de viviendas en los últimos años.
Hay dos escuelas, 'Denmead Infant School' y 'Denmead Junior School'. 1 de Denmead grupo Scout tiene una cabaña de scouts y de campo a las afueras del centro del pueblo.

## Historia
En 1316, Denmead era propiedad del obispo de Winchester, que arrendó a unos labradores diferentes. Se hizo conocida como una casa en 1449, cuando fue propiedad de William Wayte. Cuando el nieto del Wayte murió, las tierras se repartían entre varios otros miembros de la familia y Denmead fue transmitida.
Después de algún tiempo, la propiedad fue dividida entre diferentes propietarios, ya que fue heredada por varias generaciones. Esto ocurría con frecuencia hasta el año 1831, cuando Henry Kennett se convirtió en su propietario. No había ninguna mención de Denmead Manor hasta 1908, cuando los comisarios eclesiásticos fueron sus señores de la mansión.
Originalmente parte de la parroquia eclesiástica de Hambledon, Denmead logró su propia identidad con la creación de la nueva parroquia de Todos los Santos, Denmead en 1880. Denmead fue una vez un pueblo muy disperso que incluía las aldeas de El Fin Del Mundo, Furzeley, Anmore, Denmead Mill y Granero Verde. Se ha hecho más densa y estrecha, ya que se llenó con las propiedades más modernas. La parroquia cuenta con una iglesia parroquial, "Todos los Santos", que está construido de piedra, con cuñas de ladrillo y marcos de las ventanas de baño de piedra. La iglesia fue ampliada en la década de 1990 para dar cabida a una congregación en crecimiento, y una importante actualización se llevó a cabo en el Salón contiguo Iglesia como parte de un mismo proyecto.
La parroquia civil de Denmead en su forma actual fue creada en 1932 desde el extremo sur de Baja de Hambledon Parroquia 
En el período previo a D-Day muchos soldados estadounidenses y canadienses, incluidos los EE.UU. General Dwight D. Eisenhower, acamparon bajo la cobertura de los bosques locales. Cerca de Creech de madera también albergó un campo de prisioneros de guerra, algunos restos de la que todavía se pueden encontrar en la maleza.
Denmead está hermanada con St Georges Le Baillargeaux, ubicado en la región de Poitou-Charentes, Francia. Saint Georges es un pueblo con una población de 3.500 habitantes que es aproximadamente la mitad de la población de Denmead encuentra a unos 5 kilómetros de Poitiers.

## Deporte y ocio
Denmead cuenta con un club de atletismo, Striders Denmead. También tiene una banda de música. Hay un salón conmemorativo y un centro comunitario. El municipio cuenta con una pista de fitness, ubicada en el centro de la localidad.
Tiene un terreno recreativo, el King George, llamado así en honor al rey inglés Jorge V, donde se puede jugar al críquet, al fútbol, al tenis y a la petanca.
De Denmead es el Denmead Football Club, que se cree que se formó por primera vez en la década de 1930, aunque los primeros registros definitivos se datan entre 1953 y 1954. Los equipos jóvenes y adultos entrenan y juegan partidos en King George Playing Fields. Niños y niñas de todas las edades entrenan los sábados por la mañana.